# Istwert (Daten)
Der Istwert (englisch actual value, current value) ist in der Medizin, Technik, Wirtschaft und Statistik ein tatsächlich gemessener Ist-Zustand einer veränderlichen Regelgröße. Pendant ist der Sollwert.

## Allgemeines
Der Istwert sind Daten, die einen Zustand der Eigenschaft eines Gegenstands in der Vergangenheit oder Gegenwart durch eine Größe beschreiben. Als Daten kommen technische Daten oder ökonomische Daten wie Unternehmensdaten in Betracht.

## Fachgebiete
Istwerte gibt es in der Medizin (Vitalwerte), Technik (etwa Drehzahl, Geschwindigkeit) und in der Wirtschaft (etwa Istkosten, Istzeit). 
Zu regelnde physikalische Größen (wie Druck, Höhe. Menge, Temperatur) weisen einen Normalzustand auf (etwa menschliche Körpertemperatur), der durch Messtechnik gemessen werden kann (Fieberthermometer). Durch Vergleich von Istwert und Sollwert, also von Vorhandenem und Gefordertem (Norm), wird der Unterschied zwischen beiden festgestellt. Die Messabweichung (Fieber oder Unterkühlung) ist entscheidend für die Tätigkeit, welche die Abweichung beseitigen soll.
Der Werbeerfolg einer Werbung stellt im Marketing eine Beziehung zwischen den Werbezielen (Sollwert) und den Werbewirkungen (Istwert) her. Werbeziel könnte etwa die Steigerung des Bekanntheitsgrades eines Produkts bei der Zielgruppe der Jugendlichen (14- bis 18-Jährige) sein, Werbewirkung wäre die Erhöhung der Umsatzerlöse durch diese Gruppe. Im Marketing entspricht die Kundenwahrnehmung dem Istwert, die Kundenerwartung dem Sollwert. Stimmen beide überein, liegt Kundenzufriedenheit vor.
In der Landwirtschaft wurden für die verschiedenen Bodenarten aus langjährigen Feldversuchen Sollwerte als Zielgrößen abgeleitet, die den Optimalzustand für die einzelnen Parameter darstellen. Diesen werden die Istwerte gegenübergestellt, welche die aktuellen Zustandsgrößen sind.

## Daten
Unter anderem können folgende Daten in einem Soll-Ist-Vergleich gegenübergestellt werden:
| Fachgebiet                   | Sollwert         | Istwert                      |
| ---------------------------- | ---------------- | ---------------------------- |
| Elektrotechnik               | Nennleistung     | Istleistung                  |
| Kostenrechnung               | Sollkosten       | Istkosten                    |
| Materialwirtschaft           | Soll-Bestand     | Ist-Bestand                  |
| Plankostenrechnung           | Plankosten       | Standardkosten, Normalkosten |
| Preisabweichung              | Planmenge        | Istmenge                     |
| Vitalwerte: Körpertemperatur | Normaltemperatur | Fieber oder Unterkühlung     |
| Zeitermittlung               | Sollzeit         | Istzeit                      |

Sind die Istkosten höher als die Sollkosten, liegt eine Kostenüberdeckung vor. Eine Kostenunterdeckung ergibt sich, wenn die Istkosten in einer Rechnungsperiode unter den Soll- bzw. Plankosten liegen. Die Ursachen der Abweichungen müssen eingehend untersucht werden, weil sie vielfach auf Mängel im Betriebsablauf zurückzuführen sind. Diesem Zweck dient die Abweichungsanalyse.

## Planung und Ziele
Sollwerte können als Grundlage der Formulierung von Zielen verwendet werden. Sollwerte stellen eine Quantifizierung dar, die für die Zielbildung operationaler Ziele unerlässlich ist.  
In der Unternehmensplanung bilden die tatsächlich erreichten Istwerte die wesentlichste Grundlage für die Planung künftiger Sollwerte (Unternehmensziele). Wesentliche Istwerte sind betriebswirtschaftliche Kennzahlen wie Gesamtkosten, Kapitalstruktur oder Kostenstruktur, die es gilt, im Produktionsprozess an die Sollwerte der Planung anzupassen. Wurden diese Istwerte unter Normalbedingungen erreicht (Normalbeschäftigung), so kann mit Hilfe einer Trendextrapolation (eventuell mit exponentieller Glättung) für einen bestimmten Planungshorizont ein Sollwert als Unternehmensziel ermittelt werden. 

## Soll-Ist-Vergleich
Bei einem Soll-Ist-Vergleich können beide Werte gegenübergestellt werden. Die Abweichung (Toleranz in der Technik) {\displaystyle A} des Istwerts {\displaystyle I} vom Sollwert {\displaystyle S} ergibt sich dabei:
{\displaystyle A=S-I},
wobei vorausgesetzt wird, dass {\displaystyle S} ≠ {\displaystyle I}. Ist {\displaystyle S<I} oder {\displaystyle S>I}, liegt eine Abweichung vor, die Gegenstand der Abweichungsanalyse ist. Dann müssen bestehende Unternehmensprozesse (Arbeits-, Entscheidungs-, Führungs-, Geschäfts-, Management-, Produktions- oder Vertriebsprozess) angepasst werden, um ein Erreichen der Sollwerte sicherzustellen. Dies gilt auch in anderen Fachgebieten.